# Edvard Cederling
Edvard Cederling, född 5 mars 1887 i Heds församling, Västmanlands län, död 16 mars 1971 i Sala församling, Västmanlands län, var en svensk målare.
Han var son till verkstadsarbetaren A.G. Andersson och Charlotta Larsson samt från 1915 gift med Berta Pettersson. Cederling arbetade som tegelbrännare fram till 1945 då han helt övergick till sitt konstnärskap. Han studerade konst vid Blombergs målarskola i Stockholm 1930 och vid Liefwendals målarskola i Strängnäs 1947-1948. Separat ställde han ut i Sala, Hedby, Sandviken och Tärnsjö. Hans konst består av stilleben, porträtt och  landskapsmålningar från Salatrakten i olja eller akvarell. En minnesutställning med hans konst visades på Sala Ångbageri.